# Llista d'egiptòlegs
Aquesta és una llista parcial d'egiptòlegs. Un egiptòleg és qualsevol arqueòleg, historiador, lingüista o historiador de l'art que s'especialitza en egiptologia, és a dir, l'estudi científic i sistemàtic de l'antic Egipte i les seves antiguitats. Els demoticòlegs són els egiptòlegs que s'especialitzen en l'estudi de l'egipci demòtic i en el camp dels estudis demòtics. Per bé que algú que s'ocupa de l'estudi disciplinat de l'antic Egipte i les antiguitats d'Egipte és un "egiptòleg", el camp de l'egiptologia no és exclusiu d'aquests professionals.
| Índex A B C D E F G H I J K L M N O P Q R S T U V W X Y Z |

## A
- Friedrich Abitz

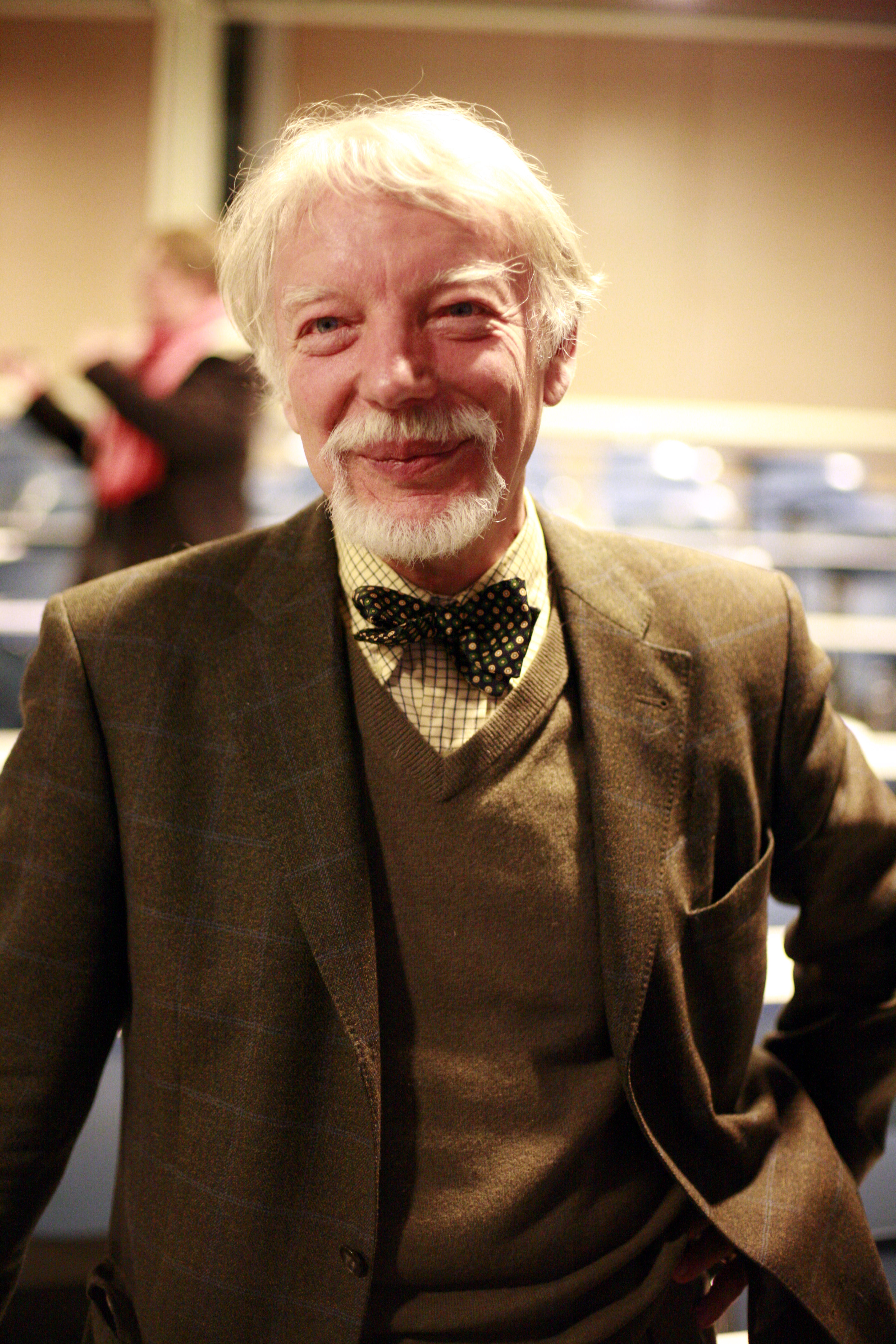
Jan Assmann

- Barbara Adams (britànica, 1945-2002)
- Cyril Aldred (britànic, 1914-1991)
- Schafik Allam (alemany, nascut el 1928)
- James Peter Allen (nord-americà, nascut el 1945)
- Brigitte Altenmüller
- Hartwig Altenmüller (alemany, nascut el 1937)
- Guillemette Andreu (francès, nascut el 1948)
- Tadeusz Andrzejewski (Polònia, 1923-1961)
- Dieter Arnold (alemany, nascut el 1936)
- Dorothea Arnold (alemanya, nascuda el 1935)
- Aleida Assmann (alemanya, nascuda el 1947)
- Jan Assmann (alemany, nascut el 1938)
- Éric Aubourg (francès)
- Sydney H. Aufrère (francès)
- Achilles Constant Théodore Émile Prisse d'Avennes (francès, 1807-1879)
- Edward Russell Ayrton (britànic, 1882-1914)

## B

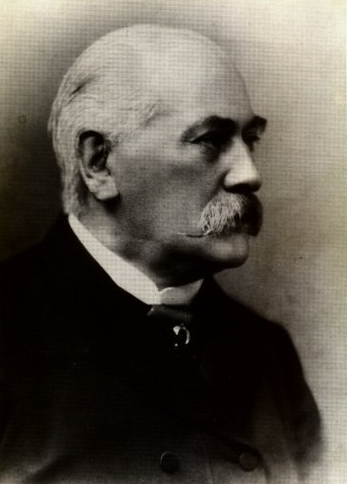
Heinrich Brugsch

- Alexander Badawy (egipci, 1913-1986)
- John Baines (anglès, nascut el 1946)
- Pascale Ballet (francès)
- Paul Barguet
- Winfried Barta
- Hussein Bassir (egipci, nascut el 1973)
- Michel Baud (francès, va morir el 2012)
- Theofried Baumeister (alemany, nascut el 1941)
- Jürgen von Beckerath (alemany, nascut el 1920)
- Heike Behlmer
- Horst Beinlich (alemany)
- Christine Beinlich-Seeber
- Georges Aaron Bénédite (francès 1857-1926)
- Francesca Berenguer Soto (catalana)
- Jocelyne Berlandini
- Maria Carmela Betro (italiana)
- Susanne Bickel
- Morris Bierbrier
- Manfred Bietak (austríac, nascut el 1940)
- Friedrich Wilhelm Freiherr von Bissing (1873-1956)
- Fernand Bisson de la Roque (francès)
- Gun Björkman (suec)
- Aylward Manley Blackman (britànic, 1883-1956)
- Elke Blumenthal (alemany, nascut el 1938)
- Vladímir Gueorguièvitx Bok (rus, 1850-1899)
- Martin Bommas (alemany, nascut el 1967)
- Alessandro Bongioanni
- Charles Bonnet (egiptòleg) (suís, nascut a 1933)
- Hans Bonnet (alemany, 1887-1972)
- Charlotte Booth (anglès, nascut el 1975)
- Ludwig Borchardt (alemany, 1863-1938)
- Kate Bosse-Griffiths (germano-britànic, 1910-1998)
- Bernard V. Bothmer (germano-estatunidenc 1912-1993)
- Janine Bourriau (maig de 1941)
- Artur Brack
- Peter J. Brand (canadenc-estatunidenc, nascut el 1967)
- Bob Brier (estatunidenc, nascut a 1943)
- James Henry Breasted (estatunidenc, 1865-1935)
- Edda Bresciani (estatunidenc)
- Jürgen Brinks
- Andreas Brodbeck
- Diana Brown (Escòcia)
- Edward Brovarski
- Emil Brugsch (alemany, 1842-1930)
- Heinrich Brugsch (alemany, 1827-1894)
- Hellmut Brunner (alemany, 1913-1997)
- Emma Brunner-Traut (alemanya, 1911-2008)
- Urbain Bouriant (francès)
- Hannes Buchberger
- Johann Ludwig Burckhardt
- Günter Burkard (alemany, nascut el 1944)
- James Burton (britànic, 1788-1862)

## C

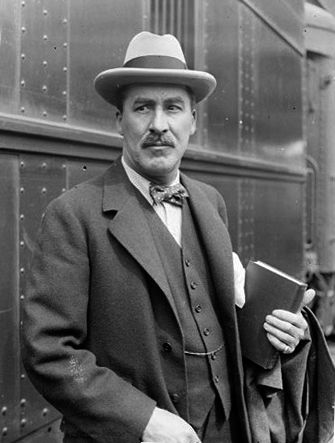
Howard Carter

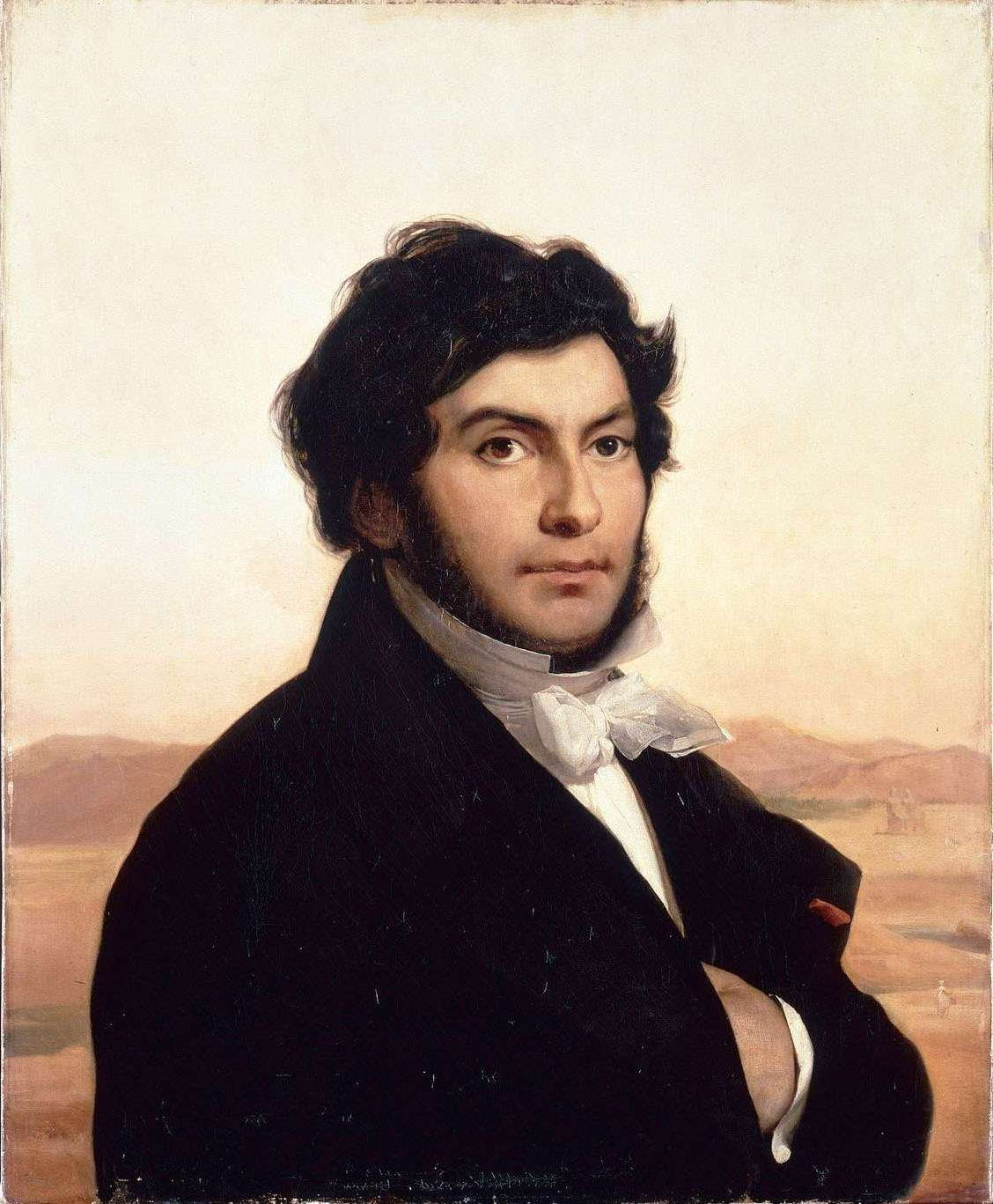
Jean-François Champollion

- Ricardo Caminos (argentí, 1916–1992)
- Jean Capart (belga, 1877–1947)
- Howard Carter (britànic, 1874–1939)
- Juan José Castillos (uruguaià, nascut el 1944)
- Núria Castro i Jiménez (catalana)
- Giovanni Battista Caviglia (italià, 1770–1845)
- Sylvie Cauville
- Jean-Louis Hellouin de Cenival (francès, 1927–2003)
- Christopher Cena (estatunidenc, 1904–1978)
- Josep Cervelló Autuori (català)
- Jordi Cervera Valls (català)
- Pavel Červíček (txec)
- Jaroslav Černý (txec, 1898–1970)
- François Chabas (francès, 1817–1882)
- Maxence de Chalvet (francès, 1849–1892)
- Jean-François Champollion (francès, 1790–1832)
- Émile Gaston Chassinat (francès 1868–1948)
- Charles Chipiez (francès)
- Peter A. Clayton (nascut el 1937)
- Jean Clédat (francès, 1871–1941)
- Kathlyn M. Cooney (estatunidenca)
- Jean-Pierre Corteggiani (francès)
- Maria Sole Croce
- Silvio Curto (italià)

## D
- Elvira D'Amicone (italiana)
- Georges Jules Émile Daressy (francès, 1864-1938)
- François Daumas (francès, 1915-1984)
- Nina Davies (estatunidenca, 1881-1965)
- Norman de Garis Davies (estatunidenc, 1865-1941)
- Philippe Derchain (Belgian, 1926-2012)
- Maria Theresia Derchain-Urtel (alemany)
- Didier Devauchelle
- Jacobus van Dijk
- Cheikh Anta Diop (1923-1986)
- Aidan Dodson (anglès)
- Gilles Dormion (francès)
- Sergio Donadoni (italià)
- Anna Maria Donadoni-Roveri (italiana)
- Andreas Dorn
- Rosemarie Drenkhahn
- Günter Dreyer (alemany, nascut el 1943)
- Étienne Drioton (francès, 1889-1961)
- Vera von Droste zu Hülshoff (Alemany)
- Johannes Dümichen (alemany, 1833-1894)

## E
- Marianne Eaton-Krauss
- Georg Ebers (alemany, 1873-1898)
- Elmar Edel (alemany, 1914-1997)

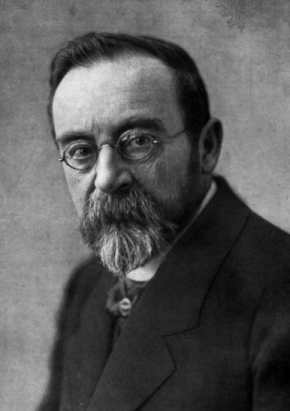
Adolf Erman

- Iorwerth Eiddon Stephen Edwards (britànic, 1909-1996)
- Arne Eggebrecht (alemany, 1935-2004)
- Eva Eggebrecht (alemany)
- August Eisenlohr (alemany, 1832-1902)
- Mohamed Mamdouh Eldamaty
- Walter Bryan Emery (britànic, 1903-1971)
- Jean-Yves Empereur (en francès)
- Erika Endesfelder (alemany, nascuda el 1936)
- Reginald Engelbach (britànic, 1888-1946)
- Adolf Erman (alemany, 1854-1937)

## F
- Ahmad Fachri (egipci, 1905-1973)
- H. W. Fairman (anglès)
- Martin von Falck
- Gerhard Fecht (alemany, nascut el 1922)
- Erika Feucht (alemany, nascut el 1938)
- Cecil Mallaby Firth (britànic, 1878-1931)
- Henry George Fischer (estatunidenc, 1923-2005)
- Hans-Werner Fischer-Elfert (alemany, nascut el 1954)
- Joann Fletcher (anglès, nascut el 1966)
- Detlef Franke (alemany, 1952-2007)
- Henri Frankfort (neerlandès, 1897-1954)
- George Willoughby Fraser (britànic, 1866-1923)
- Renée Friedman (estatunidenc)
- Harald Froschauer (austríac)

## G
- Sami Gabra (egipci, 1892-1979)

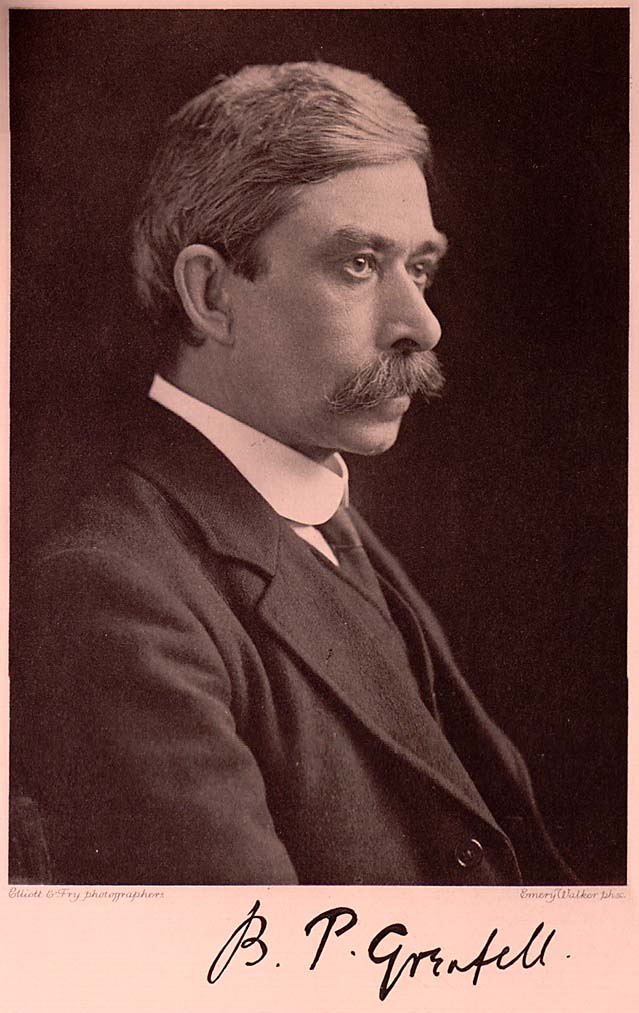
Bernard Pyne Grenfell

- Ingrid Gamer-Wallert (alemany, nascut el 1936)
- Alan Gardiner (britànic, 1879-1963)
- John Garstang (britànic, 1876-1956)
- Henri Gauthier (francès)
- John Gee (estatunidenc)
- Louise Gestermann (alemany)
- Michel Gitton
- Raphael Giveon (israelià 1916-1985)
- Stephen Ranulph Kingdon Glanville (anglès 1900-1956)
- Hans Goedicke (austríac)
- Orly Goldwasser (israelià)
- Vladímir Golenísxev (rus, 1856-1947)
- Farouk Gomaa
- Zakaria Goneim (egipci, 1905-1959)
- Janet Gourlay (escocesa, 1863-1912)
- Georges Goyon (francès)
- Jean-Claude Goyon (francès)
- Erhart Graefe (alemany, nascut el 1943)
- Pierre Grandet (francès)
- Hermann Grapow (alemany, 1885-1967)
- Bernard Pyne Grenfell (britànic, 1869-1926)
- Reinhard Grieshammer
- Nicolas Grimal (francès)
- Alfred Grimm (alemany)
- Günter Grimm (alemany, nascut 1940)
- Aude Gros de Beler (en francès)
- Waltraud Guglielmi (alemany, nascut el 1938)
- Sylvie Guichard (francès, nascut el 1951)
- Heike Guksch (nascut el 1943)
- Battiscombe Gunn (anglès, 1883-1950)
- Adolphe Gutbub

## H
- Labib Habachi (egipci, 1906-1984)
- Gerhard Haeny
- Ingelore Hafemann
- Jochen Hallof
- Tohfa Handoussa (egipci)
- Rainer Hannig (alemany)
- Ben Haring (neerlandès)

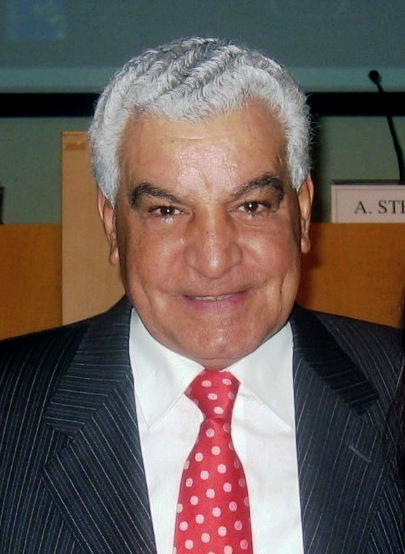
Zahi Hawass

- Hermann Harrauer (austríac, nascut a 1941)
- Hermine Hartleben (alemanya, 1846-1918)
- Selim Hassan (egipci,1886-1961)
- Zahi Hawass (egipci, nascut 1947)
- William C. Hayes (estatunidenc, 1906-1963)
- Harold M. Hays (estatunidenc)
- Irmgard Hein (austríac)
- Wolfgang Helck (alemany, 1914-1993)
- Alexandre Herrero Pardo (català)
- Johann Jakob Hess (suís, Friburg, 11 gener 1866 - Zúric, 29 d'abril 1949)
- Fritz Hintze (alemany)
- Inge Hofmann (nascut en 1939)
- Günther Hölbl (austríac, nascut el 1947)
- Uvo Hölscher (alemany, 1878-1963)
- Regina Hölzl (austríaca, nascut a 1966)
- Ulrike Horak (austríaca, 1957-2001)
- Erik Hornung (suís, nascut el 1933)
- Michael Höveler-Müller (alemany, nascut el 1974)
- Arthur Hunt (britànic, 1871-1934)
- Aemilius Haeffner (hongarès, 1892-1953)

## I
- Ibn Wahxiyya (Iraq, segles IX-X)
- Salima Ikram (pakistanesa)

## J
- Christian Jacq (francès, nascut el 1947)
- Helen Jacquet-Gordon
- Peter Jánosi
- Gustave Jéquier (suís, 1868–1946)
- Jean-Baptiste Jollois (francès)
- Harold Jones
- Edmé François Jomard (francès, 1777–1862)
- Friedrich Junge (alemany, nascut el 1941)
- Hermann Junker (alemany, 1877–1962)

## K
- Jochem Kahl (alemany)
- Werner Kaiser (alemany)

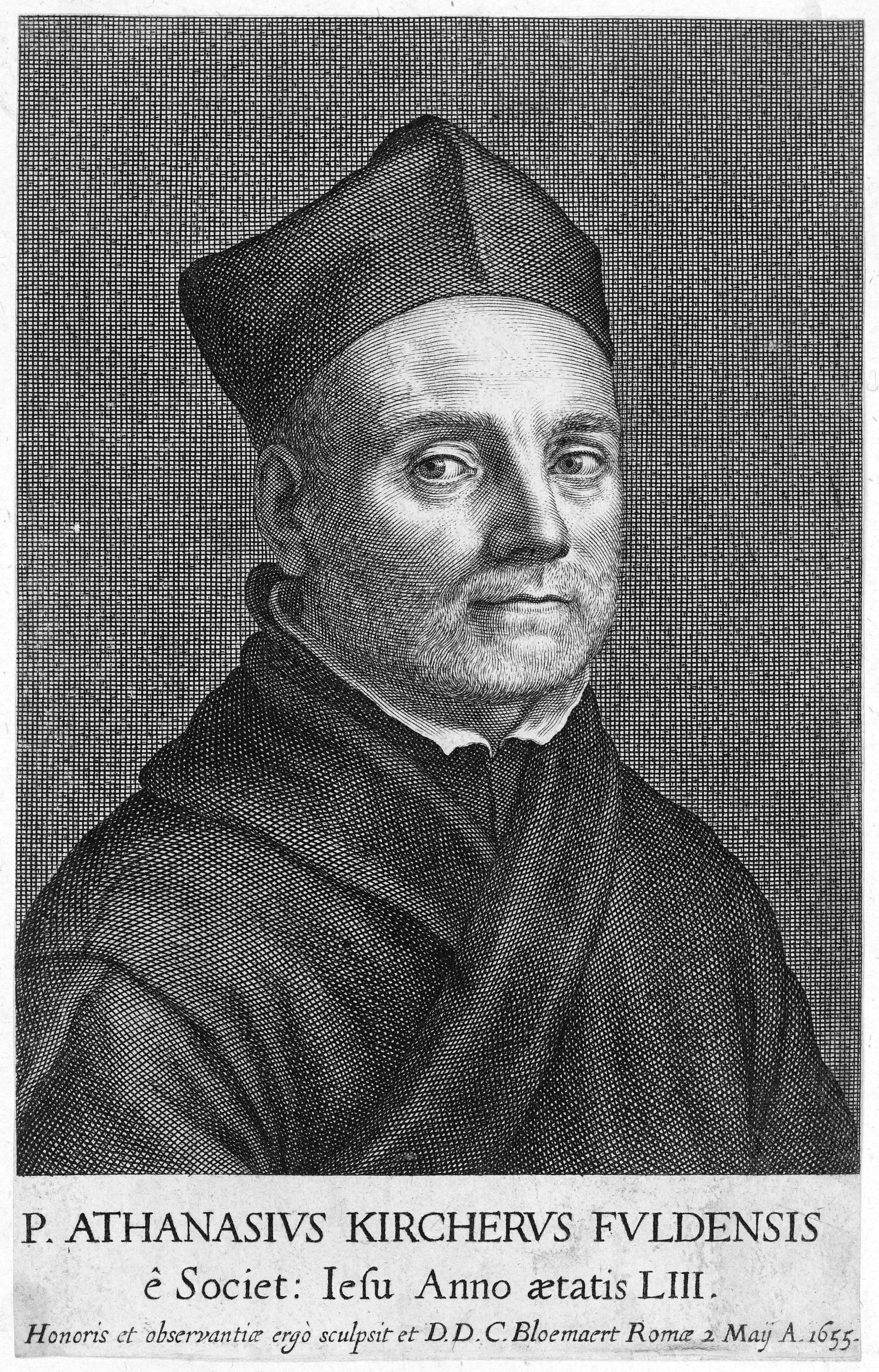
Athanasius Kircher

- László Kákosy (hongarès, 1932-2003)
- Ahmed Kamal (egipci, 1851-1923)
- Frank Kammerzell (alemany, nascut el 1961)
- Olaf Kaper (neerlandès)
- Peter Kaplony (suís, nascut a Hongria, 1933-2011)
- Ursula Kaplony-Heckel (alemany, nascut 1924)
- Khaled M Ghanem (egipci)
- Ernst Kausen (alemany, nascut en 1948)
- Kees Hermann (alemany, 1886-1964)
- Barry Kemp (anglès)
- Jean Kerisel (francès)
- Dieter Kessler
- Andre Kettner
- Athanasius Kircher (alemany, 1602-1680)
- Hannelore Kischkewitz (alemany)
- Kenneth Kitchen (anglès, nascut el 1932)
- Adolf Klasens (holandès, 1917-1998)
- Yvan Koenig (francès)
- Kondō Jirō (japonès, nascut el 1951)
- Wolfgang Kosack (alemany, nascut el 1943)
- Martin Walter Krause (alemany, nascut el 1930)
- Renate Krauspe (alemany, nascut el 1939)
- Rolf Krauss (alemany)
- Dieter Kurth

## L
- Audran Labrousse (francès)
- Pierre Lacau (francès)
- Clara Laloette (francès)

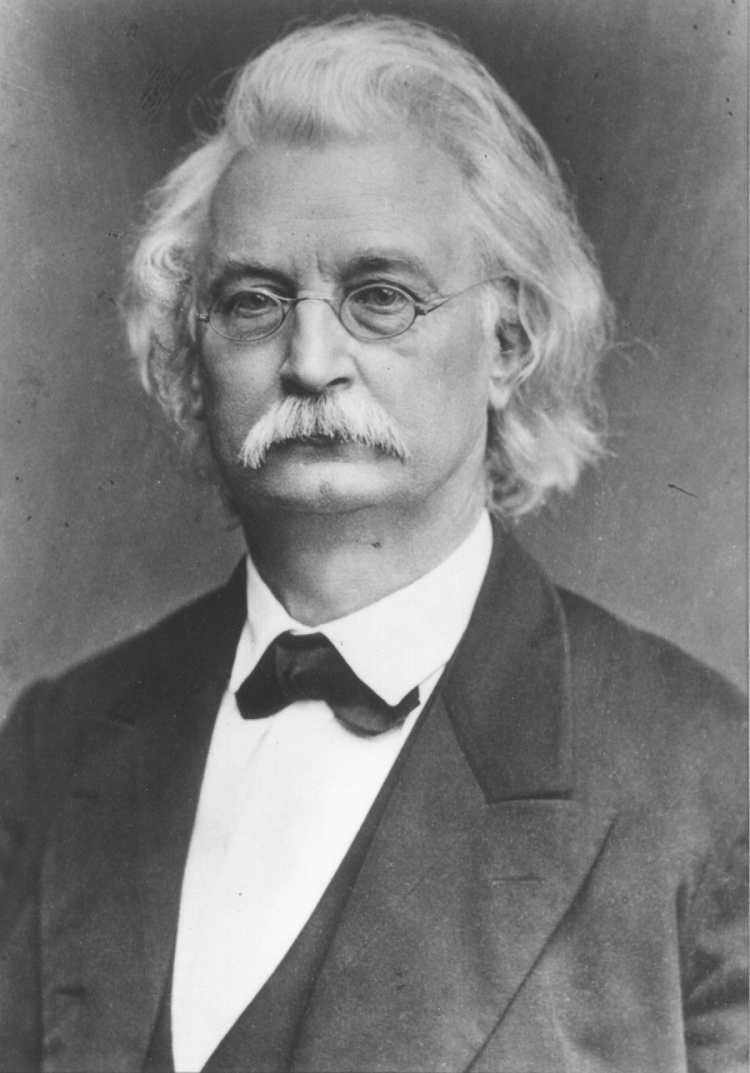
Karl Richard Lepsius (1810–1884)

- Jean-Philippe Lauer (francès, 1902-2001)
- Jean Leclant (francès)
- Eugène Lefébure (francès)
- Mark Lehner (estatunidenc)
- Cristiana Leitz (alemany)
- Charles Lenormant (francès, 1802-1859)
- Karl Richard Lepsius (alemany, 1810-1884)
- František Lexa (txec, 1876-1960)
- Alexandra von Lieven (alemany, nascut el 1974)
- Kate Liszka (estatunidenca)
- Alan B. Lloyd
- Christian E. Loeben
- Angelika Lohwasser (austríaca, nascuda el 1967)
- Antonio Loprieno (italià, nascut en 1955)
- Victor Loret (francès, 1859-1946)
- Erich Lüddeckens (alemany, 1913-2004)
- Paul D. Lynn (estatunidenc, nascut el 1964)

## M

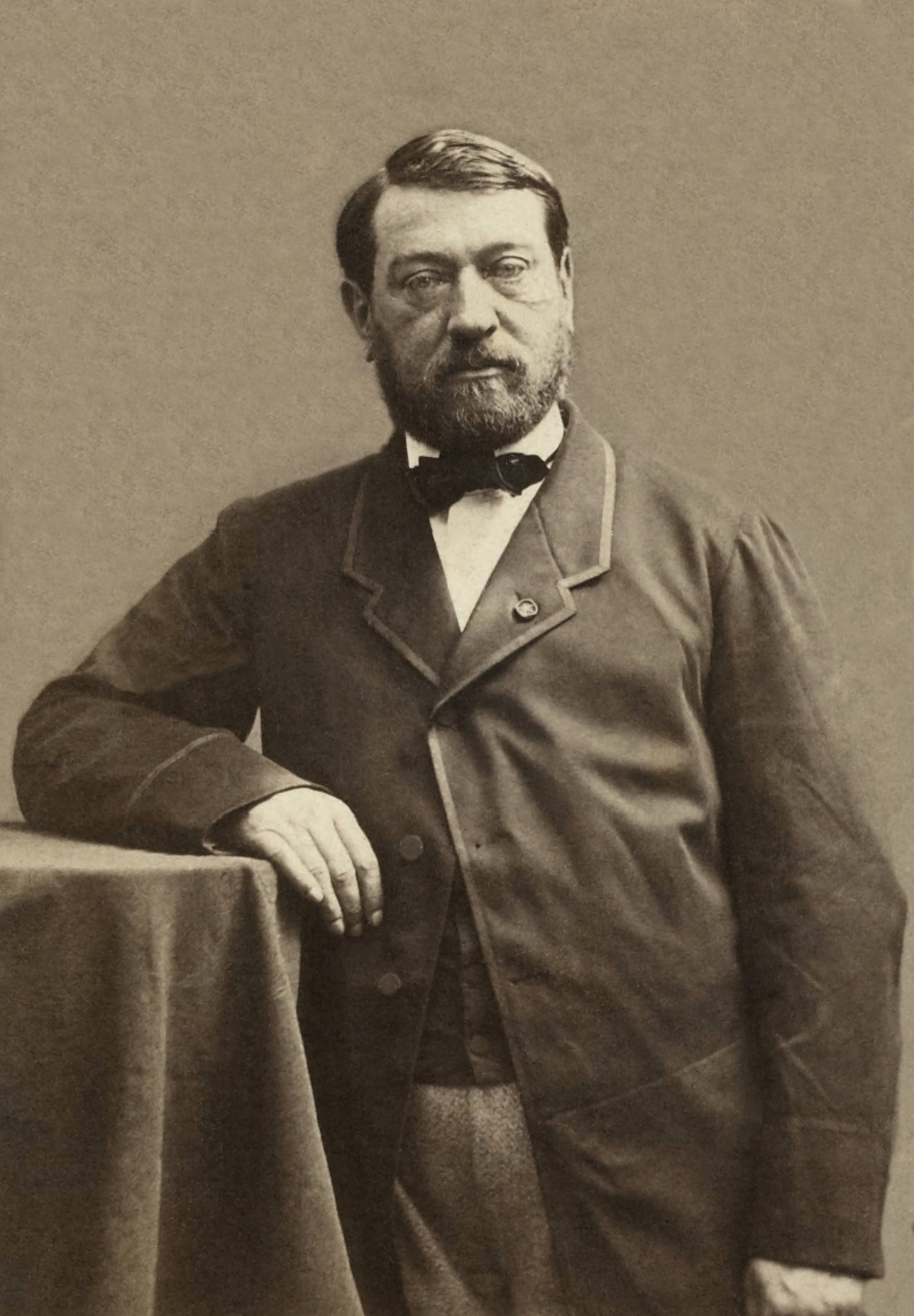
Auguste Mariette (1821–1881)

- Arthur C. Mace (anglès, 1874 - 1928)
- Christine El Mahdy/Christine Hobson (britànica, maig del 1950 – febrer del 2008)[1]
- Jaromir Malek
- Auguste Mariette (francès, 1821–1881)
- Eva Martin-Pardey
- Xavier Martínez Babón (català)
- Gaston Maspero (francès, 1846–1916)
- Bernard Mathieu (francès)
- Bernadette Menu (francès)
- Herman De Meulenaere (belga, 1923–2011)
- Kazimierz Michałowski (polonès, 1901–1981)
- Beatrix Midant-Reynes (francesa)
- Pierre Montet (French, 1885–1966)
- Ludwig D. Morenz (alemany, nascut el 1965)
- Siegfried Morenz (alemany, 1914–1970)
- Alexandre Moret
- Jacques Jean Marie de Morgan (francès, 1857–1924)
- Tycho Mrsich (alemany, nascut el 1925)
- Irmtraut Munro (alemany, nascut el 1944)
- Peter Munro (alemany, 1930–2009)
- Margaret Alice Murray (anglo-índia, 1863–1963)

## N
- Claudia Näser (alemanya)
- Édouard Naville (suís, 1844–1926)
- Christiane Desroches Noblecourt (francesa, 1913–2011)
- Abdel Halim Nur el-Din (egipci)
- Atif Naguib (egipci, 1959)
- Andrzej Niwiński (polonès, 1948)

## P
- Josep Padró i Parcerisa (català)
- Laure Pantalacci (francesa)
- Labib Pahor (egipci, 1905-1994)
- Steve Pasek (alemany, nascut el 1975)
- Thomas Eric Peet (britànic, 1882–1934)
- John Shae Perring (britànic, 1813–1869)
- William Flinders Petrie (britànic, 1853–1942)
- Patrizia Piacentini (italiana)
- André Pochan (francès)
- Richard Pococke
- Günter Poethke (alemany, nascut el 1939)
- Daniel Polz (alemany, nascut el 1957)
- Georges Posener (francès, 1906–1988)
- Karl-Heinz Priese (alemany, nascut el 1935)
- Edgar Pusch (alemany)
- Khaled Ghanem (egipci)

## Q
- Joachim Friedrich Quack (alemany, nascut el 1966)
- Jan Quaegebeur (belga, 1943–1995)
- James Edward Quibell (britànic, 1867–1935)
- Stephen Quirke (britànic)

## R
- Ali Radwan (egipci)
- Hermann Ranke (alemany, 1878-1953)
- Maarten Raven (neerlandès)
- John D. Ray (anglès)
- Daniel von Recklinghausen (alemany)
- Donald B. Redford
- Nicholas Reeves (anglès, nascut el 1956)
- Victor Regalado-Frutos (català, nascut el 1960)
- Walter Friedrich-Reineke (alemany, nascut el 1936)
- Elfriede Reiser-Haslauer (austríac, nascut el 1941)
- George Andrew Reisner (estatunidenc, 1867-1942)
- Peter le Page Renouf (anglès, 1822-1897)
- Eugène Revillout (francès, 1843-1913)
- Alessandro Ricci (italià,? -1834)
- Tonio Sebastian Richter (nascut en 1967)
- Herbert Ricke (alemany, 1901-1976)
- Alessandro Roccati (italià)
- Mieczyslaw D. Rodziewcz
- Günther Roeder (alemany, 1881-1966)
- David Rohl (anglès, nascut el 1950)
- Vincent Rondot (francès)
- Ippolito Rosellini (italià, 1800-1843)
- Emmanuel de Rougé (francès, 1811-1872)
- Gerhard Ruhlmann (alemany, nascut el 1930)
- Erwin M. Ruprechtsberger (austríac)
- Donald P. Ryan (estatunidenc)
- Kim Ryholt (estatunidenc / danès, nascut el 1970)

## S
- Mohammed Saleh
- Henry Salt (Brite, 1780-1827)

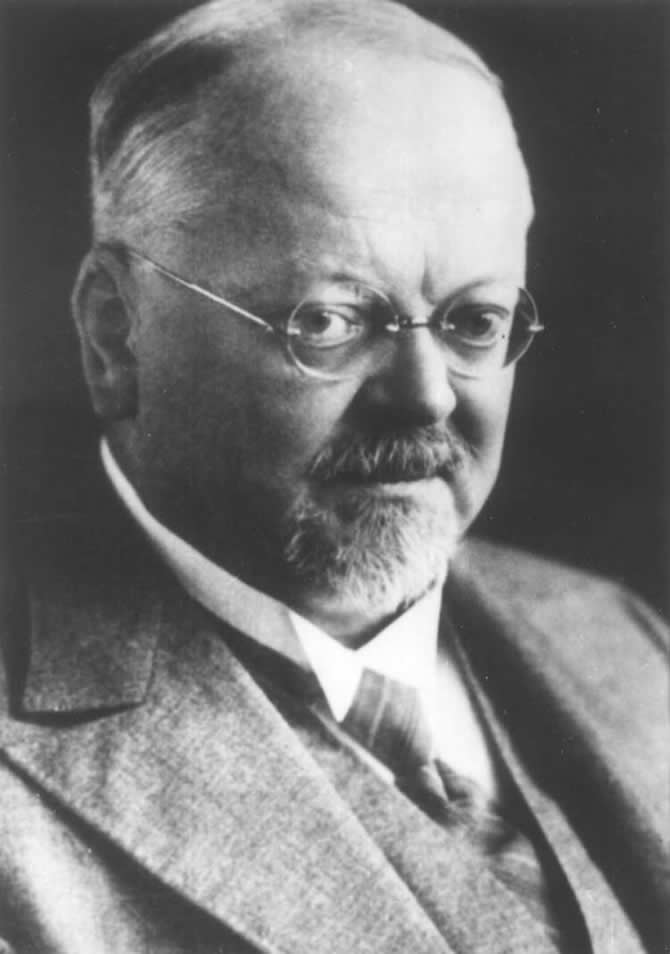
Kurt Sethe

- Helmut Satzinger (austríac, nascut a 1938)
- Serge Sauneron (francès, 1927-1976)
- Claude-Étienne Savary (francès, 1750-1788)
- Torgny Säve-Soderbergh (suec, 1914-1998)
- Otto Schaden (American)
- Hans Heinrich Schaeder (alemany, 1896-1957)
- Heinrich Schäfer (alemany, 1868-1957)
- Wolfgang Schenkel
- Ernesto Schiaparelli (italià, 1856-1928)
- Hermann A. Schlögl
- Thomas Schneider (suís, nascut el 1964)
- Piotr O. Scholz
- Sylvia Schoske
- Siegfried Schott (alemany, 1897-1971)
- Regine Schulz
- Adelheid Schwab-Schlott
- Isha Schwaller de Lubicz (francès, 1885-1963)
- René Schwaller de Lubicz (francès, 1887-1961)
- Girolamo Segato (italià, 1792-1836)
- Matthias Seidel (Alemany)
- Stephan Johannes Seidlmayer (alemany, nascut el 1957)
- Wilfried Seipel (Austrian, nascut el 1944)
- Kurt Sethe (alemany, 1869-1934)
- Gustav Seyffarth (alemany, 1796-1885)
- Friederike Seyfried (alemany, nascut el 1960)
- Ian Shaw (anglès, nascut el 1961)
- Roberta L. Shaw (canadenc, nascut el 1958)
- Abdel Ghaffar Shedid (egipci)
- Hanan Shirun
- Alberto Siliotti (italià, nascut el 1950)
- William Kelly Simpson (estatunidenc)
- Edwin Smith (britànic, 1822-1906)
- Mark J. Smith (anglès)
- Grafton Elliot Smith (australià, 1871-1937)
- Jeffrey Spencer (anglès)
- Neal Spencer (anglès)
- Joachim Spiegel (nascut en 1911)
- Wilhelm Spiegelberg (alemany, 1870-1930),
- Rainer Stadelmann (alemany, nascut el 1933)
- Martin Stadler (alemany, nascut el 1973)
- Elisabeth Staehelin (suïssa)
- Danijela Stefanović (sèrbia, nascuda el 1973)
- Georg Steindorff (alemany, 1861-1951)
- Ludwig Stern (alemany, 1846-1911)
- Heike Sternberg-el Hotabi (alemany, nascut en 1955)
- Hanns Stock (alemany, 1908-1966)
- Magdalena Stoof (alemany, nascut el 1951)
- Vassili Vassílievitx Struve (rus, 1889-1965)
- Nabil Swelim (egipci)
- Lothar Störk
- Michael Swales (britànic) thebanmappingproject.com Arxivat 2006-12-05 a Wayback Machine.

## T

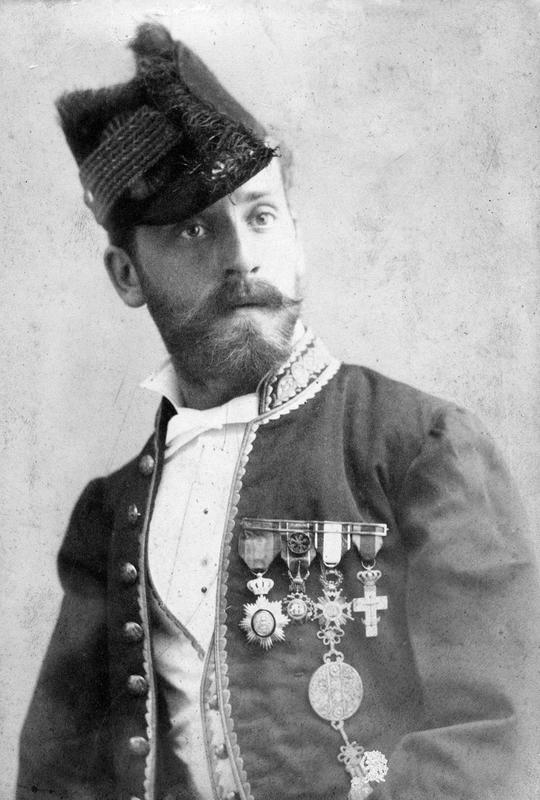
Retrat d'Eduard Toda, amb l'uniforme reglamentari de vicecònsol espanyol.

- Mahmud Taha Maher (egipci, nascut el 1942)
- Pierre Tallet (francès, nascut el 1966)
- Rolf Tanner (nascut el 1925)
- Roland Tefnin (belga, 1945-2006)
- Theodorides Aristide
- Heinz-Joseph Thissen
- Elizabeth Thomas (estatunidenc, 1907-1986)
- Herbert Thompson (britànic, 1859-1944)
- Geoffrey Thorndike
- Francesco Tiradritti (italià)
- Eduard Toda i Güell (català 1855-1941)
- László Török (hongarès, nascut a 1941)
- Claude Traunecker (francès)
- Bruce Trigger (canadenc, 1937-2006)
- Borís Turàiev (rus, 1858-1920)
- Christian Tutundjian de Vartavan (armeni i francès, 1965 -)
- Joyce Tyldesley (anglès, nascut el 1960)

## U
- Peter Ucko (britànic, 1938–2007)

## V
- Dominique Valbelle (francès)

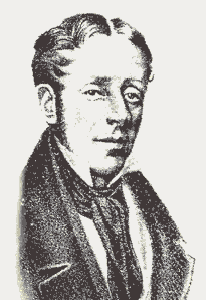
Richard William Howard Vyse

- Michel Valloggia (suís, nascut el 1942)
- Baudouin Van de Walle (belga, 1901-1988)
- Claude Vandersleyen (belga, nascut el 1927)
- Jacques Vandier (francès, 1904-1973)
- Erik van Oosten (holandès, 1867-1939)
- Jeanne Marie Thérèse Vandier d'Abbadie (francesa, 1899-1977)
- Alexandre Varille (francès, 1909-1951)
- Herman te Velde (neerlandès, nascut en 1932)
- Jean Vercoutter (francès, nascut 1911)
- Jozef Vergote (belga, 1910-1992)
- Ursula Verhoeven-van Elsbergen (alemany)
- Miroslav Verner (txec, nascut a 1941)
- Pascal Vernus (francès)
- Milada Vilímková (txec)
- Édouard de Villiers du Terrage (francès, 1780-1855)
- Günter Vittmann (austríac, nascut el 1952)
- Sven P. Vleeming (neerlandès)
- Richard William Howard Vyse (britànic, 1784-1853)

## W

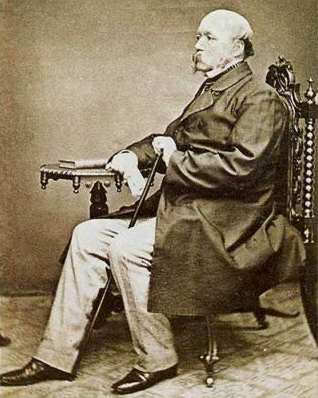
John Gardner Wilkinson

- Kent Weeks (estatunidenc, nascut a 1941)
- Arthur Weigall (britànic, 1880-1934)
- Raymond Weill (francès, 1874-1950)
- Josef W. Wegner (estatunidenc, nascut el 1967)
- Derek A. Welsby (anglès, nascut el 1956)
- Fred Wendorf (estatunidenc, nascut el 1925)
- Steffen Wenig (alemany, nascut en 1934)
- Edward Frank Wente (estatunidenc, nascut el 1930)
- Gabriele Wenzel (alemany)
- Vilmos Wessetzky
- Wolfhart Westendorf (alemany, nascut 1924)
- Wolfgang Wettengel
- Alfred Wiedemann (alemany, 1856-1936)
- Charles Edwin Wilbour (estatunidenc, 1833-1896)
- Henri Wild
- Dietrich Wildung (alemany, nascut el 1941)
- John Gardner Wilkinson (britànic, 1797-1875)
- Richard H. Wilkinson (estatunidenc)
- Toby A. H. Wilkinson (anglès, nascut el 1969)
- Harco Willems (neerlandès)
- Stefan Wimmer (alemany, nascut el 1963)
- Herbert E. Winlock (estatunidenc, 1884-1950)
- Erich Winter (austríac, nascut el 1928)
- Irmgard Woldering (alemany, 1919-1969)
- Pawel Wolf (alemany, nascut el 1958)
- Walther Wolf (alemany, 1900-1973)
- Walter Wreszinski (alemany, 1880-1935)

## Y
- Yosef Alfredo Antonio Ben-Jochannan (nascut el 31 de desembre del 1918)
- Yoshimura Sakuji (japonès, nascut el 1943)
- Jean Yoyotte (francès, 1927–2009)

## Z
- Zbyněk Žába (txec)
- Louis Vico Žabkar (1914–1994)
- Hilde Zaloscer (austríac, † 1999)
- Karl-Theodor Zauzich (alemany, nascut el 1939)
- Christiane Ziegler (francesa, nascuda el 1942)
- Christiane Zivie-Coche (nascut el 1946)

## De ficció
- Emily Sands (Egyptology: Search for the Tomb of Osiris)
- El sarcòfag de Sòfocles (Les aventures de Tintín)
- Daniel Jackson (Stargate (pel·lícula), Stargate SG-1)
- Evelyn Carnahan (The Mummy (pel·lícula de 1999))
- Sarah Page (Primeval)
- Lara Croft (Tomb Raider)
- Lawrence Stratford (La mòmia (novel·la))
- Amelia P. Emerson i la família Emerson (Crocodile on the Sandbank)
- Indiana Jones (A la recerca de l'arca perduda)